# Ludomir Sleńdziński
Ludomir Sleńdziński (Vilnius 1889 -  Cracovie 1980) est un  peintre figuratif, sculpteur et pédagogue polonais, né en Lituanie. 

## Biographie
Né à Wilno ou Vilnius, en Lituanie, alors partie de l'Empire russe, en 1909- 1916 Ludomir Sleńdziński étudia à l'Académie des beaux-arts à Saint-Pétersbourg.     
Après la fin de La Grande Guerre, en 1920 retourna dans sa ville natale, Wilno, qui fut incorporée dans l'État polonais renaissant. Il fut le fondateur et le Président de la Société des artistes plastiques de Vilnius.
Presenta ses œuvres dans beaucoup d'expositions à Cracovie, Lwow, Varsovie et Wilno. Aussi entreprit-il des voyages en France, Italie et au Moyen-Orient.
En 1929 il devint professeur extraordinaire, et depuis 1938  professeur ordinaire à la faculté de peinture de l'Université Étienne Báthory de Vilnius. Pendant la guerre, étant aidé par la famille Matusewicz, il peint pour eux en signe de gratitude. Dans les années 1945-1960  fut professeur de beaux arts à la faculté d'architecture de l'Institut Polytechnique de Cracovie. Dans la période de 1948 -1956 fut même le prorecteur et le recteur de cette institution.
Dans les années 1950, il peint quelques copies de l'icône de la Miséricorde divine pour l'abbé Michel Sopocko. Il créa aussi des peintures  murales et décoratives dans l'hôtel Orbis de Zakopane en 1954.
Il a reçu plusieurs prix et décorations, entre autres une Médaille d'or à Paris à l'exposition internationale "Art et technologie" pour le "Portrait de la mère".

## Source
- Kazimierz Brakoniecki, Jan Kotłowski, Lech Lechowicz, Wileńskie środowisko artystyczne 1919-1945, Olsztyn, 1989.

- Biographie de l'artiste sur la page de la galerie   Sleńdzińskich de Białystok.

- (pl) Cet article est partiellement ou en totalité issu de l’article de Wikipédia en polonais intitulé « Ludomir Sleńdziński » (voir la liste des auteurs).

- VIAF
- ISNI
- LCCN
- GND
- CiNii
- Pologne
- NUKAT
- WorldCat